# Michael Trein

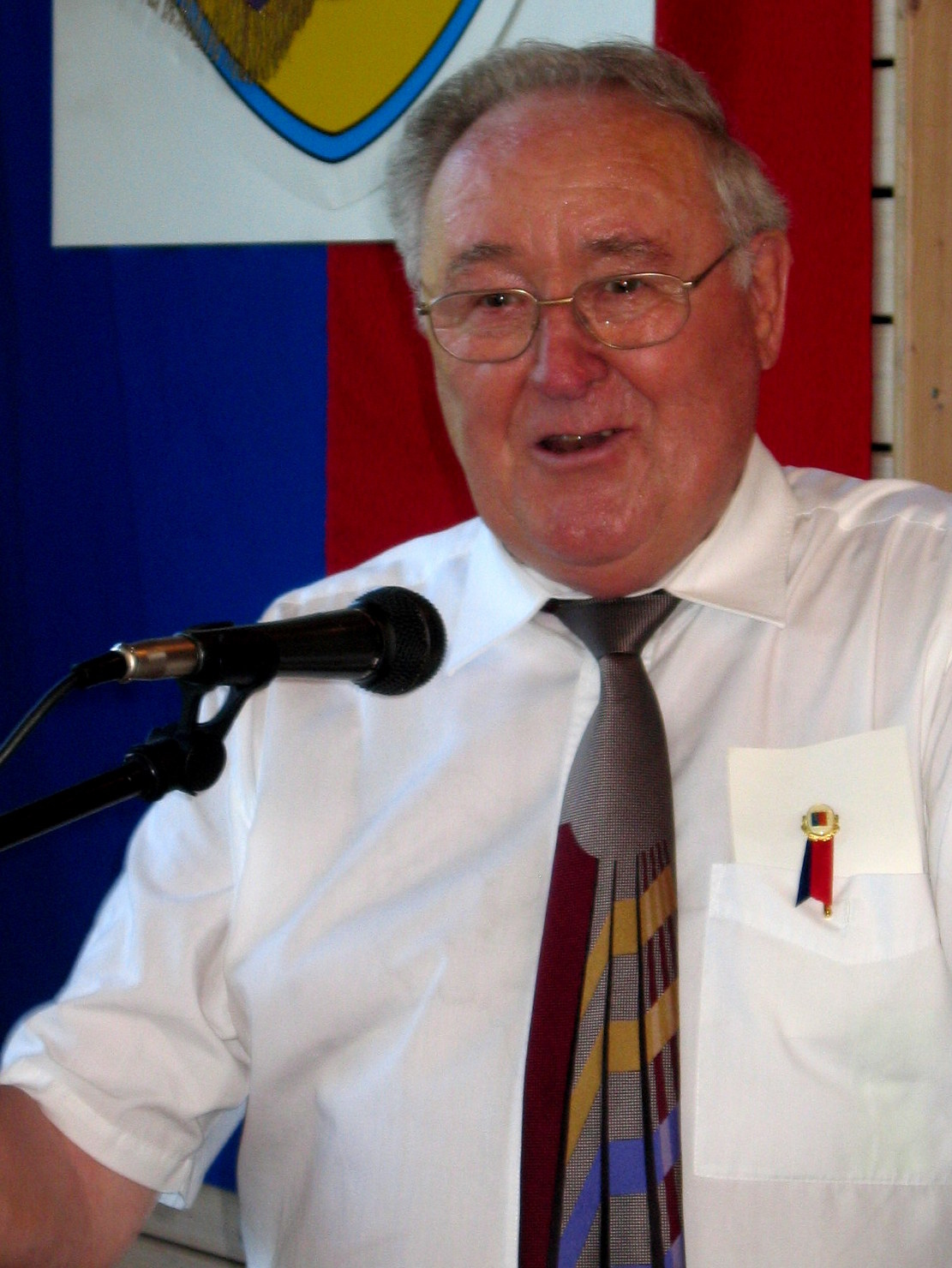
Michael Trein, 2006

Michael Trein (* 17. Juli 1935 in Honigberg, Siebenbürgen, Rumänien; † 5. Oktober 2015 in Crailsheim) war der einzige deutsche Bürgermeister der rumänischen Gemeinde Tartlau nach dem Zweiten Weltkrieg sowie ein führender Vertreter der Landsmannschaft der Siebenbürger Sachsen in Deutschland. Für seine Verdienste um das Gemeinwohl wurde er mit dem Bundesverdienstkreuz ausgezeichnet.

## Leben
Michael Trein wurde 1935 in Honigberg im siebenbürgischen Burzenland als ältestes von zwei Kindern der Eheleute Michael Trein und Rosa, geb. Hedwig, geboren. Sein Vater starb als Soldat unerwartet während eines Manövers im Frühjahr 1939. Nachdem seine Mutter erneut geheiratet hatte, zog die Familie im darauffolgenden Jahr ins benachbarte Tartlau. Trein besuchte dort die Volksschule und anschließend die Handelsschule in Kronstadt, die er jedoch aufgrund eines Erlasses der kommunistischen Partei Rumäniens vorzeitig verlassen musste. Dieser Erlass erklärte Großgrundbesitzer und Selbständige zu „Ausbeutern“. Als solche wurden sein Stiefvater als selbständiger Kaufmann und seine Familie mit der Folge der Enteignung und dem Zwang zur Ausübung niedriger Tätigkeiten eingestuft. Trein arbeitete im Traktorenwerk in Kronstadt und wurde als Dreher ausgebildet. Nach einem weiteren Schuljahr folgten 1956 zwei Jahre Militärdienst in Bukarest, den er als Kompaniefeldwebel beendete. Von 1961 bis 1969 war er Leiter der staatlichen Getreideübernahmestelle Tartlau und bekleidete anschließend das Amt des Bürgermeisters von Tartlau bis 1975. Erst 1972 holte er auf dem zweiten Bildungsweg den Handelsschulabschluss nach.
Einen Besuch in Deutschland im Herbst 1975 nutzte Trein dazu, nicht mehr nach Rumänien zurückzukehren. Erst 16 Monate später erhielt seine zurückgebliebene Familie die Ausreisegenehmigung nach Deutschland. Nach einer befristeten Anstellung im Rathaus Neckarwestheim übernahm er ab Dezember 1976 bis zu seinem Eintritt in den Ruhestand im Jahre 2000 leitende Aufgaben beim Regierungspräsidium Stuttgart und leitete verschiedene Übergangswohnheime für Aussiedler und Asylbewerber in Baden-Württemberg, darunter das Staatliche Ausländerwohnheim in Crailsheim.
Michael Trein starb am 5. Oktober 2015 im Alter von 80 Jahren in Crailsheim und fand seine letzte Ruhestätte auf dem Friedhof in Crailsheim-Ingersheim. Ab 1961 war er mit Hermine, geb. Morres (1939–2008), verheiratet gewesen. Er hinterließ zwei Kinder sowie drei Enkelkinder.

## Bürgermeister in Tartlau

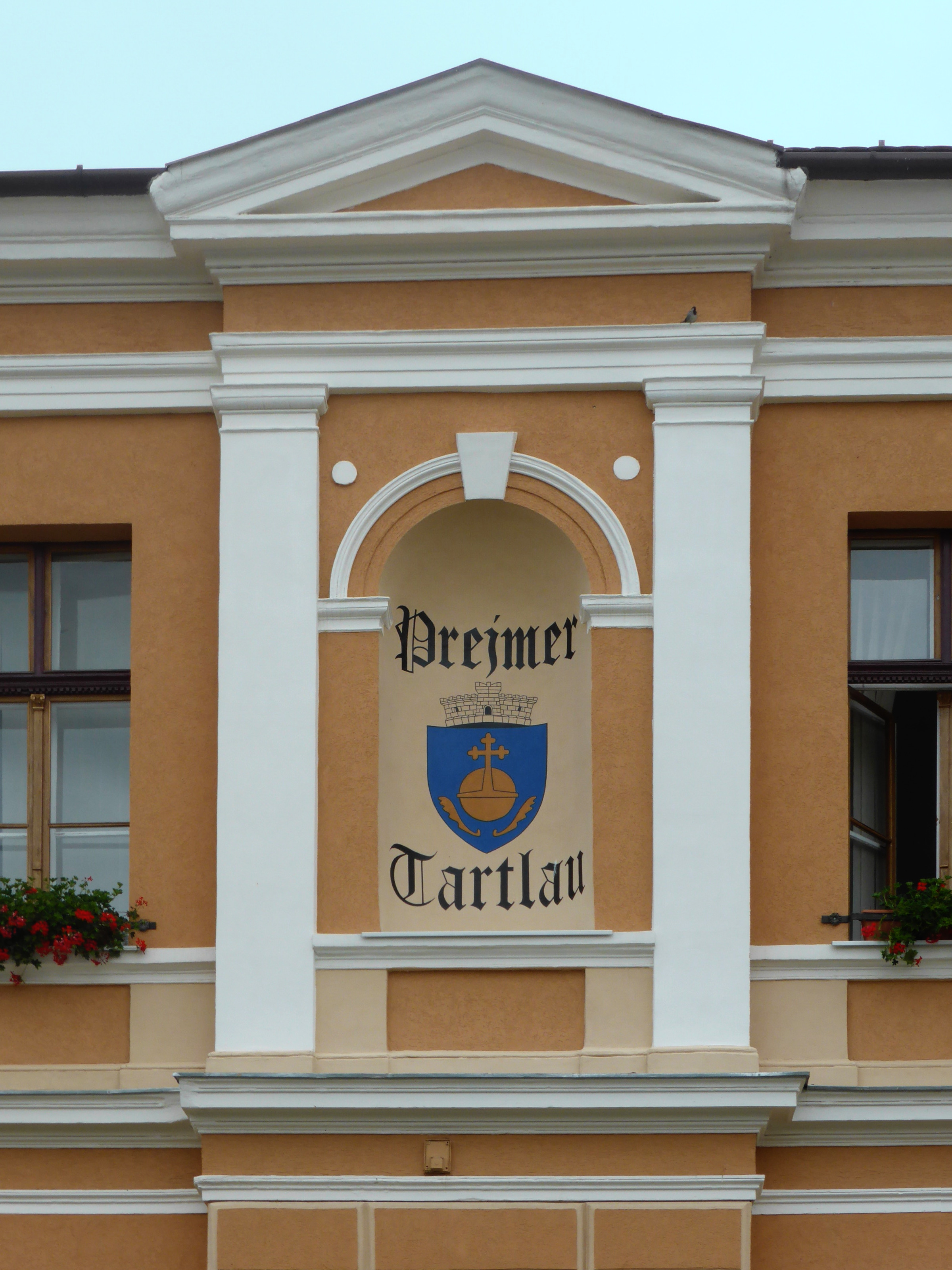
Ortswappen und zweisprachige Ortsbezeichnungen am Tartlauer Rathaus, Michael Treins Wirkungsstätte von 1969 bis 1975 (Foto 2014)

Im April 1969 wurde Trein zum einzigen deutschen Bürgermeister von Tartlau nach dem Zweiten Weltkrieg gewählt. Als zweitjüngster Bürgermeister Rumäniens machte er während seiner sechsjährigen Amtszeit Tartlau zu einer der angesehensten, renommiertesten und wirtschaftlich stärksten Gemeinden im Kreis Kronstadt, die Ziel vieler in- und ausländischer Besucher wurde. In seine Amtszeit fiel auch die Totalrestaurierung der größten Kirchenburg Osteuropas, der Tartlauer Kirchenburg, die 1998 von der UNESCO in die Liste des Weltkulturerbes aufgenommen wurde. Zu den Besuchern Tartlaus gehörte auch die damalige Bundestagspräsidentin Annemarie Renger, die den deutschen Bürgermeister offiziell nach Deutschland einlud. Aus politischen Gründen konnte der rumänische Geheimdienst Securitate Treins daraufhin erfolgten Deutschland-Besuch nicht verhindern. Die Securitate veranlasste jedoch, dass der bei allen Bevölkerungsteilen zu populär gewordene Bürgermeister 1975 sämtliche Ämter verlor.

## Kulturelles Wirken in Deutschland
1979 gründete Trein die Kreisgruppe der Landsmannschaft der Siebenbürger Sachsen in Crailsheim, die er 25 Jahre lang leitete und deren Ehrenvorsitzender er bis zu seinem Tode war. 1981 folgte die Gründung der „9. Tartlauer Nachbarschaft“, die er gleichfalls 25 Jahre lang leitete und deren Ehrenvorsitzender er ebenfalls war. 1982 gründete er den Heimatboten Das Tartlauer Wort und betreute die Publikation als Herausgeber bis 2006. Von 1995 bis 1998 war Trein Landesvorsitzender der Landsmannschaft der Siebenbürger Sachsen in Baden-Württemberg und von 1983 bis 1992 im Bundesvorstand der Siebenbürger Sachsen für die Siebenbürgisch-Sächsischen Heimatortsgemeinschaften (HOG) verantwortlich. 2005 wurde Trein Kreisvorsitzender des Bundes der Vertriebenen (BdV) Crailsheim. Er war Mitglied der CDU.
Trein hat das kulturelle Leben der Siebenbürger Sachsen in Deutschland maßgeblich geprägt und gestaltet. Zudem organisierte er über viele Jahre hinweg Hilfsgütertransporte nach Rumänien, die er auch persönlich begleitete und deren Verteilung er beaufsichtigte.

## Posthume Würdigung

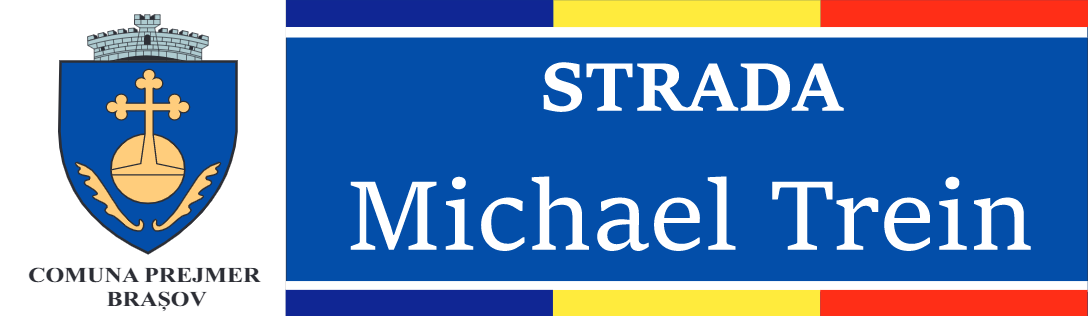

In Anerkennung seiner Verdienste um die Stadt Tartlau beschloss die rumänische Präfektur in Kronstadt anlässlich seines Todes im Jahr 2016, eine Straße nach Michael Trein zu benennen – eine Würdigung, die bisher noch keinem anderen deutschen Bürgermeister in ganz Siebenbürgen von einer rumänischen Behörde ausgesprochen wurde.

## Ehrungen
- 1981: Goldenes Ehrenwappen der Siebenbürger Sachsen
- 1997: Ritter wider den tierischen Ernst. Adelsbrief der Siebenbürger Sachsen anlässlich des Rottweiler Narrensprungs[11]
- 2000: Verdienstmedaille des Verdienstordens der Bundesrepublik Deutschland[12][13]
- 2004: Ehrenurkunde des Bundesvorsitzenden der Landsmannschaft der Siebenbürger Sachsen
- 2006: Goldene Ehrennadel des Verbandes der Siebenbürgisch-Sächsischen Heimatortsgemeinschaften (HOG)
- 2016: Posthume Ehrung durch eine Straßenbenennung als Strada Michael Trein in Tartlau